# La caverna
La caverna (título original en portugués: A caverna) es la duodécima novela del premio Nobel de literatura José Saramago, publicada en el año 2000 en portugués. El 2 de enero de 2001 salió a la venta en España la traducción al español realizada por su esposa Pilar del Río. La edición inglesa no vio la luz hasta 2003.
Junto con las dos novelas anteriores —Ensayo sobre la ceguera y Todos los nombres— esta obra forma un tríptico en que el autor deja escrita su visión del mundo actual, de la sociedad humana tal como la vivimos. En definitiva: no cambiaremos de vida si no cambiamos la vida.

## Sinopsis
Mediante un estilo muy particular (ausencia de signos de interrogación/exclamación, diálogos diferenciados únicamente por comas y mayúsculas iniciales) Saramago transmite una "historia social". Mediante el ejemplo de una familia tradicional —encabezada por Cipriano Algor, alfarero de 64 años y viudo desde hace 3—, se muestra la evolución de una sociedad ya postindustrial en la que los trabajos artesanales tienen cada vez un rol más insignificante y donde un gran centro comercial (en este caso denominado: el Centro), cuyos altos tienen la capacidad de decidir sobre todo, concentra la gran mayoría del capital. Así Cipriano y su familia, que viven en una zona rural, deberán enfrentarse-adaptarse a las nuevas necesidades de la sociedad.
Para entender mejor la esencia de la obra es interesante la siguiente cita del autor:

La caverna ha sido escrita para que la gente salga de la caverna.